# Тасій
Тасій (грец. Τάσιος) — династ (у Страбона грец. ἡγεμόν — правитель) роксоланів, відомий лише з повідомлення Страбона стосовно скіфо-понтійської війни 113–111 р. до н. е. Роксолани під приводом Тасія прийшли на допомогу Палаку, династу Тавроскіфії. Були розбиті полководцем царя Мітрідата Діофантом.
Єдина запропонована етимологія імені:
грец. Τάσιος < авест. *tašya- — укр. більший (?).

## Тасій у повідомленні Страбона (7.3.17)
Роксолани воювали навіть з полководцями Мітрідата Євпатора під проводом Тасія. Вони прийшли на допомогу Палаку, сину Скілура, і вважалися войовничими.